# Lucas Joseph Marienburg
Lucas Joseph Marienburg (Brassó, 1770. július 4. – Földvár, 1821. augusztus 8.) lelkész.

## Életútja
Tanulmányait a brassói gimnáziumban, majd 1789-1791 között a jenai egyetemen végezte. Hazatérve 1791 novemberétől a brassói gimnáziumban tanított. 1810. június 24-étől Nádpatakra ment lelkésznek, 1812. január 12-én Vidombákra, 1813. július 25-én Földvárra. Itt öt évi lelkészkedése után 1818-ban szélütés érte.
Történelmi, földrajzi és teológiai tárgyú művek mellett egy négykötetes német nyelvkönyvet írt, amelyben az erdélyi szász nyelvjárásokkal is foglalkozott. A jenai mineralógiai társaság 1804. december 9-én tagjának választotta; az oklevelet Goethe írta alá. 1801 és 1810 között a Kronstädter-Kalendert szerkesztette, amelyben költeményei és cikkei is jelentek meg.

## Művei
- Versuch einer Staats- und Religionsgeschichte von Siebenbürgen. Herausgegeben von einem Siebenbürger Sachsen. Leipzig und Gera, 1796.
- Grundlinien des deutschen Styls. Ein Leitfaden für Lehrende und Lehrnende. Leipzig, 1796-97. Négy kötet.
- Auswahl verschiedener Gedichte. In Musik gesetzt von Martin Schneider. Herausg. Hermannstadt, 1801.
- Die Jubelfeier. Hermannstadt, 1802. (Többekkel együtt. Két kiadás).
- ABC-Buch für die Schulen im Burzenland. Kronstadt, 1803.
- Kleine siebenbürgische Geschichte zur Unterhaltung und Belehrung. Pest, 1806.
- Geographie des Grossfürstenthums Siebenbürgen. Hermannstadt, 1813. Két kötet
- Oekonomische Universal-Kalender, enthaltend einen Feld-, Wiesen-, Forst-, Weinberg-, Blumen-, Küchen-, Obstgarten-, Bienen-, Fischzucht-, Federviehzucht-, Schafzucht-, Schweinezucht-, Rindviehzucht-, Pferdezucht-, Jagd-, Hausgeschäfts-, Witterungs- und Gesundheits-Kalender, Uo. 1816.
- Taschen-Agende für unvermuthete Prediger-Funktionen. Oedenburg, 1817.